# クリスティーン・ン
クリスティーン・ン（Christine Ng, 伍 詠薇、Wing Mei, 1969年2月24日 - ）は、香港生まれの女優、歌手である。

## 来歴
籍貫は中国広東省台山。1989年、ATVのミス・アジア・コンテストに参加し、最優秀賞を獲得した後、女優デビューする。その後、テレビドラマ『金牙大壮II』、『天地男児』、『医神華佗』、『無業楼民』、『大唐双龍傳』、『奪命真夫』、『窈窕熟女』、『高朋滿座』などにレギュラー出演し、人気を博す。

## 出演作品

### テレビドラマ (TVB)
| 放映年 | タイトル             | 役名                       | 協力俳優／女優                                                                                             |
| 1995年 | 包青天 真假牌坊      | 朱蕙蘭                     | フェリックス・ウォン、張国強                                                                               |
| 1995年 | 金牙大壮II           | 方甜影／唐冠石             | ロレンス・チェン、何宝生、フィオナ・リョン                                                                 |
| 1996年 | 天地男児             | 羅恵芳                     | アダム・チェン、ジュリアン・チョン、ナディア・チャン、ジェシカ・ヘスター・スアン                           |
| 2000年 | 医神華佗             | 張妙心                     | フランキー・ラム、フェリックス・ウォン、尹揚明、エルヴィナ・コン                                           |
| 2000年 | 無業楼民             | 羅繍蘭                     | ダミアン・ラウ、江華、ニコラ・チョン、フローレンス・クオック、タヴィア・ヨン、ティミー・ホン               |
| 2000年 | 大囍之家             | 高嵐                       | マリアンヌ・チャン、ジャッキー・ロイ、袁潔瑩                                                               |
| 2004年 | 大唐双龍傳           | 傅君婥／傅君瑜             | レイモンド・ラム、ロン・ン、タヴィア・ヨン、ナンシー・ウー、レイラ・トン、ウェイス・リー                   |
| 2004年 | 歷劫驚濤(テレビ映画) | 楊宝児                     | - |
| 2005年 | 奪命真夫             | 余素心(Susan)              | ボウイ・ラム、ルイーザ・ソー、デリック・ワン                                                               |
| 2005年 | 窈窕熟女             | 陳邦妮(Bonnie)             | ナタリス・チャン、ジョイス・タン、キングダム・ユン、ベリンダ・ハメット                                     |
| 2005年 | 我的野蠻奶奶         | 龍巧巧                     | ビル・チャン、リザ・ウォン、ミョーリー・ウー                                                               |
| 2006年 | 謎情家族             | 司徒珊                     | ロジャー・クオック、アニー・マン、サミュエル・クオック、盧海鵬                                             |
| 2006年 | 高朋滿座             | 章悦満(Frances)            | ロレンス・チェン、鍾景輝、アンジェリーナ・ロウ、キングダム・ユン                                           |
| 2006年 | 刑事情報科           | 程美麗(Emily)              | ボウイ・ラム、王喜、マギー・シウ                                                                           |
| 2006年 | 街市的童話           | 蘇由美(Ruby)               | ガレン・ロー、メリッサ・ン                                                                                 |
| 2007年 | 縁來自有機           | 葉満枝(Stella)／「スパナ」 | サニー・チャン、元華、クリス・ライ、ナタリー・トン                                                         |
| 2007年 | 建築有情天           | 程慧儀(Winnie)             | アレックス・フォン、タヴィア・ヨン、ナタリー・トン、鍾景輝、パワー・チャン                                 |
| 2008年 | 銀楼金粉             | 程秀杏(三奶奶)             | ナンシー・シット、ロレンス・ン、ナンシー・ウー、シャーリー・ヨン                                           |
| 2009年 | 美麗高解像           | 姜展鳳                     | ケイト・チョイ、シャロン・チャン、クリス・ライ、スティーヴン・フィン                                       |
| 制作中 | 狗吾狗•親親爺爺      |                            | 鍾景輝、ルイーズ・リー、ファーラ・チャン、マックバウ・マック                                               |
| 制作中 | 宮心計               | 譚艶裳(司膳)               | シャーメイン・シェー、モーゼス・チャン、ケビン・チェン、タヴィア・ヨン、ミッシェル・イム、スザンナ・クァン |

### テレビドラマ (ATV)
- 1989年：司機大佬 - 方小圓 役
- 1990年：佳偶天成 - Florence 役
- 1990年：還看今朝
- 1991年：再造繁栄 - 洛順 役
- 1991年：豪門 - 夏麗珠／夏帆 役
- 1992年：伯虎為卿狂 - 慕容秋／秋香 役
- 1992年：勝者為王II 天下無敵
- 1993年：銀狐 - 顔如玉 役
- 1993年：勝者為王III 王者之戦 - 伶俐 役
- 1993年：皇家警察實録
- 1994年：戲王之王 - 程小曼 役
- 1997年：歸航 - 那佳／楊思 役

### 映画
- 1992年：『衛斯理之老貓』 The Cat - 白素 役
- 1993年：『新ポリス・ストーリー』 Crime Story - カカ 役
- 1995年：『麻麻帆帆』 The Age of Miracles - May 役
- 1995年：『馬路英雄II非法賽車』 Highway Man/Road Heroes II:Illegal Car Racing - Mandy 役
- 1996年：『国産雪蛤威龍』 Combo Cop - Mona 役
- 1996年：『BE MY BOY』 Queer Story - 談麗泉 役
- 1997年：『完全結婚手册』 - May 役
- 1997年：『ラッキー・ファミリー』 - Yinsu 役
- 1997年：『陰陽路』 Troublesome Night - May 役
- 1997年：『陰陽路 我在你左右』 Troublesome Night 2 - Miu 役
- 1998年：『陰陽路 升棺発財』 Troublesome Night 3 - Gigi 役
- 1998年：『風雲 ストームライダーズ』 The Storm Riders - 顔盈 役
- 1998年：『9413』 - Carmen Leung 役
- 1999年：『心猿意馬』 The Accident
- 1999年：『愛は波の彼方に 愛情夢幻号』 Fascination Amour
- 2000年：『街女』
- 2002年：『魂魄唔齊』 - 娟姐 役

### テレビ番組 (TVB)
- 2008年：『光影流情II』

## 音楽作品 (アルバム)
- 『不想愛失去』(1995年)
- 『不再在乎』(1996年)
- 『意難平』(1997年)